# Elizabeth Peabody
Elizabeth Palmer Peabody (Billerica, 16 maggio 1804 – Boston, 3 gennaio 1894) è stata un'educatrice e scrittrice statunitense.
Fondò il primo asilo di lingua inglese degli Stati Uniti.

## Biografia
Non potendo frequentare alcuna scuola in quanto donna, studiò da autodidatta l'ebraico e il greco. A 16 anni fondò la sua prima scuola a Lancaster per provvedere alla sua famiglia, dove ebbe tra i suoi alunni i suoi fratelli e i figli dei suoi vicini. Trasferitasi in seguito a Boston, insegnò in diverse scuole della città, e all'età di 22 anni scrisse al noto poeta William Wordsworth suggerendogli di scrivere un libro per bambini. Tale lettera si rivelò essere la prima di una lunga serie, inaugurando una proficua corrispondenza che durò molti anni. Il suo approccio educativo si differenziava molto da quello consueto dell'epoca: spingeva i suoi alunni a leggere i loro libri preferiti ad alta voce e introdusse giochi di grammatica e l'attività fisica.
Conobbe Horace Mann, promotore dell'istruzione pubblica negli Stati Uniti che sposò sua sorella Mary, anch'ella insegnante. Fu inoltre una pioniera del movimento filosofico del trascendentalismo, tanto da pubblicare la rivista ad esso associata The Dial, ed insegnò per diversi anni alla Temple School fondata da un esponente di questa corrente, l'insegnante Bronson Alcott, padre di Louisa May Alcott, i cui discorsi vennero raccolti nell'opera di Peabody Record of a School (1835). Diede inoltre il suo supporto a diverse questioni sociali, come l'abolizione della schiavitù.
Un incontro che influenzò molto l'attività di Peabody fu quello avvenuto con Margarethe Schurz, educatrice tedesca che fondò il primo asilo degli Stati Uniti, la quale la incoraggiò a leggere le opere di Friedrich Fröbel, l'ideatore del concetto di kindergarten in Germania. Fu così che nel 1860 Peabody inaugurò a Boston il primo asilo di lingua inglese degli Stati Uniti, dove ai bambini veniva insegnato a leggere e a scrivere, nonché a prendersi cura degli animali e della natura. Nel 1862 Peabody pubblicò sul The Atlantic Monthly un articolo sul metodo educativo di Fröbel, e l'anno successivo pubblicò un libro scritto con sua sorella Mary intitolato The Moral Culture of Infancy and Kindergarten.
Dopo aver viaggiato in Europa, nel 1868 tornò in patria, dove promosse l'apertura di più asili, partecipando a conferenze, pubblicando nuovi manuali ed invitando diversi educatori degli asili europei. Promosse inoltre l'inclusione degli asili nelle scuole pubbliche, tant'è che nel 1870 fu inaugurato a Boston il primo asilo pubblico del paese.